# Estación Monte dos Guararapes
La Estación Monte dos Guararapes es una de las estaciones del Metro de Recife, situada en Jaboatão dos Guararapes, entre la Estación Porta Larga y la Estación Prazeres. Fue inaugurada en 2009.